# Prospherysa aemulans
Prospherysa aemulans là một loài ruồi trong họ Tachinidae.